# Bernd Arnold

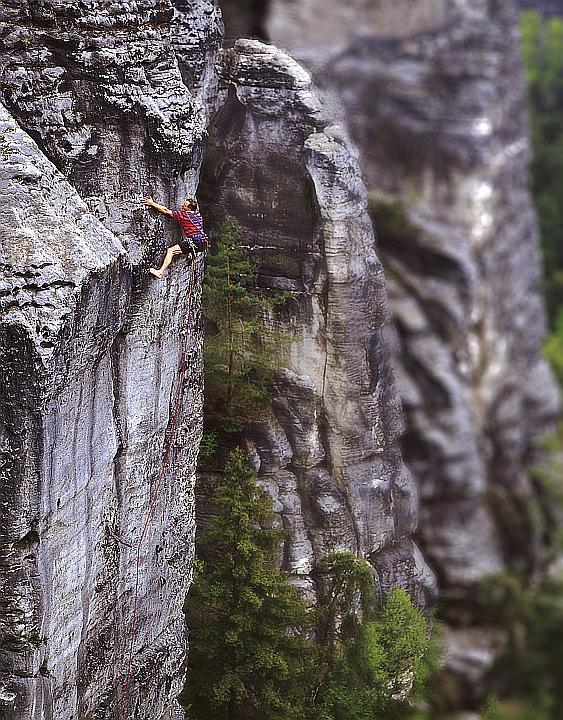
Bernd Arnold im Kletterweg „Peukers Problem“ am Basteischluchtturm

Bernd Arnold (* 28. Februar 1947 in Hohnstein) ist ein deutscher Kletterer, Bergsteiger und Sachbuchautor. Arnold wurde durch eine Vielzahl schwieriger Erstbegehungen von Kletterwegen in der Sächsischen Schweiz bekannt und gehörte zu den besten Kletterern seiner Zeit.

## Leben
Arnold wurde 1947 in der Kleinstadt Hohnstein am nördlichen Rand der Sächsischen Schweiz geboren. Er absolvierte eine Lehre zum Buchdrucker und legte die Prüfung zum Buchdruckermeister ab. 1971 übernahm er einen Druckereibetrieb mit mehreren Mitarbeitern, eine Stelle, die ihn stark auslastete. Durch seine zahlreichen Westkontakte war Arnold der Stasi suspekt und wurde deshalb überwacht. In seiner Klettermannschaft berichteten zwei Gefolgsleute der SED über seine Kontakte zu namhaften westdeutschen Bergsteigern wie z. B. Wolfgang Güllich, Kurt Albert und Dietrich Hasse.
Ab der Wende bis zur Rente arbeitete er in den beiden Bergsportläden seiner Frau. Zudem bot er Kletterkurse in der Sächsischen Schweiz an.
Im Dezember 1989 zählte Arnold zu den Mitgründern des Sächsischen Bergsteigerbunds (SBB). Er gehörte auch zu den Begründern der „Hohnsteiner Bergsommerabende“, in denen über die Gegenwart und Zukunft des Bergsports diskutiert wird. In diesen Veranstaltungen wirbt Arnold heute (Stand 2023) für eine begrenzte Lockerung der Sächsischen Kletterregeln, um aktuellen Entwicklungen des Sportkletterns wie dem Bouldern und Plaisirklettern Rechnung zu tragen. In einer Ausweitung der begehbaren Kletterfläche sieht er die Chance, klassische Wege zu bewahren und eine Entlastung einzelner Kletterfelsen und der umgebenden Natur durch eine bessere Verteilung der Kletterer im Gebiet zu erreichen.
Arnold hat mehrere Bücher verfasst, vorzugsweise über seine Sächsische Heimat, und in Publikationen des DAV, ÖAV und AVS Artikel über die Sächsische Schweiz und das Klettern in ihr veröffentlicht. Er lebt mit seiner Frau in seinem Geburtsort Hohnstein, hat eine Tochter und vier Enkelkinder.

## Kletterkarriere

### Anfänge und große Erfolge in der Sächsischen Schweiz
Arnold unternahm seine erste Klettertour als 12-Jähriger, ein älterer Kletterer führt ihn und einige andere Jungen über den „Alten Weg“ auf den Panoramafels. Die Schwierigkeiten sind zwar sehr moderat (der 2. sächsische Grad wird kaum überschritten), aber es sind ein Quergang und ein Kamin zu meistern. Arnold war sofort begeistert und wiederholte den Weg nur zwei Tage später mit anderen Jungen. Sie schafften es auf den Gipfel und auch wieder zurück, brauchten aber bis in die Nacht. Als der Vater von dem Unternehmen erfuhr, erteilte er Stubenarrest, das nutzte aber nicht viel. Arnold war vom Klettern begeistert und kletterte, wann immer das möglich war. In seiner Heimat, die mitten im Klettergebiet Sächsische Schweiz liegt, hatte er dazu auch viele Möglichkeiten. Schnell gelang es ihm, seine Fertigkeiten und Können auszubauen. Als seine Eltern erkannt hatten, dass sie ihren Sohn nicht vom Klettern abhalten können, wollten sie dies so sicher wie möglich gestalten. Daher bekam Arnold mit 14 Jahren sein erstes Kletterseil geschenkt und zu weiteren Anlässen immer wieder Karabiner. Das ist insofern bemerkenswert, als die Beschaffung der Ausrüstung in der DDR nicht ganz einfach war. Kletterschuhe waren besonders schwer zu beschaffen, er löste das Problem, indem er einfach barfuß kletterte. Dies sollte er ein Leben lang beibehalten. Diese Barfußkletterei machte ihn auch in anderen Klettergebieten weltweit bekannt. Auch einige der schwierigsten Routen wurden von ihm ohne Kletterschuhe begangen.
Zu seiner damaligen Seilschaft gehörten vor allem Gisbert Ludewig, Wolfram Nolte und Günter Lamm, insgesamt absolvierten die Kletterer gemeinsam mehrere hundert Erstbegehungen. Arnold verinnerlichte auch die besonders strengen Kletterregeln in der Sächsischen Schweiz, die bereits damals dem Freikletter-Gedanken folgte – er meinte, dass das Klettern hier ernsthafter sei und die Anforderungen höher. Die sächsische Schwierigkeitsbewertung weicht etwas von der UIAA-Skala ab, daher werden im Folgenden meist beide Schwierigkeitsbewertungen genannt.

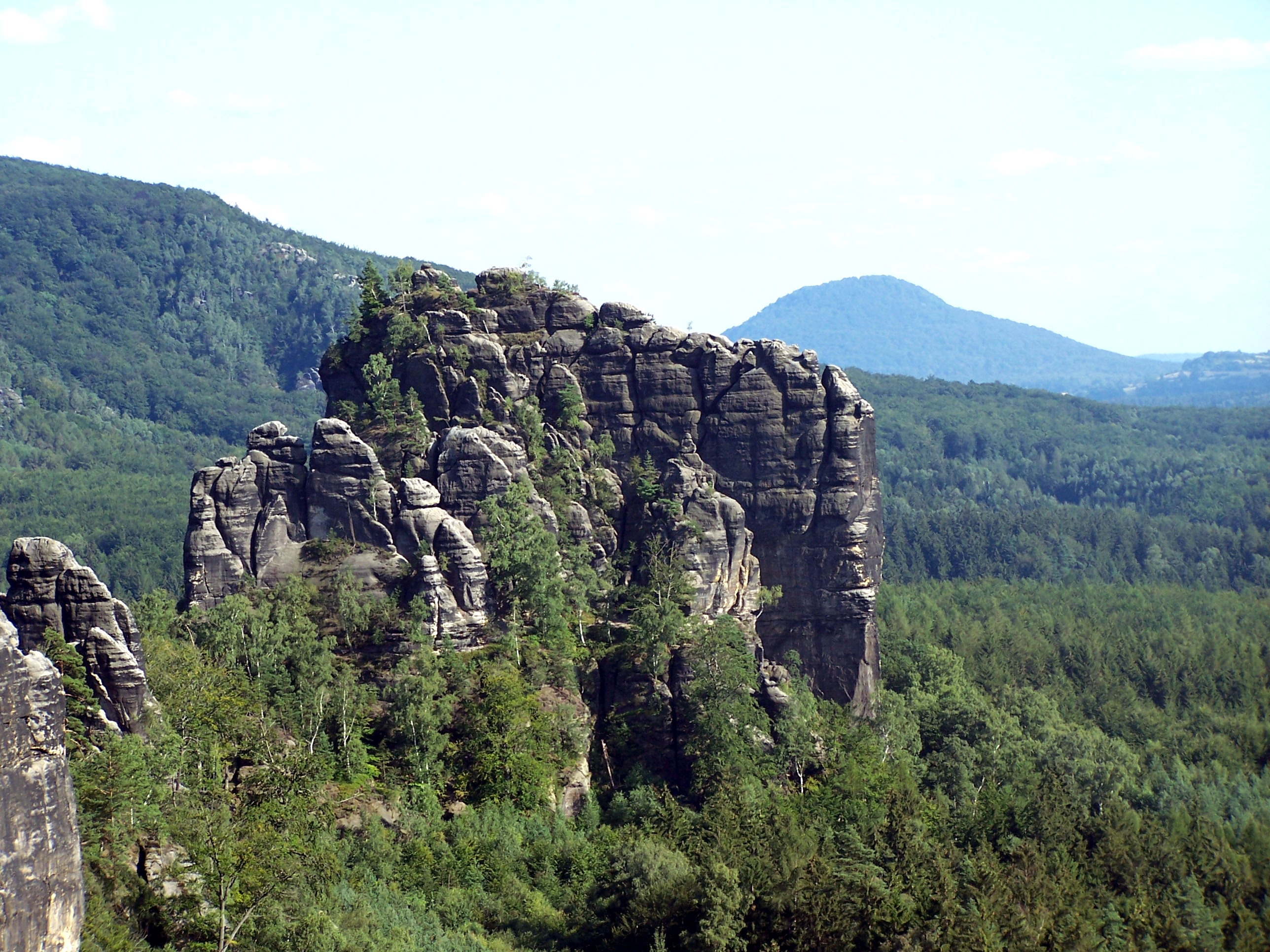
Rauschenstein in der Sächsischen Schweiz

Nach ständigem Training, im Winter auch in der Turnhalle, wagte er sich als 17-Jähriger mit Wolfram Nolte im Sommer 1964 an die Gonda-Kante (VIIIa/VII-) am Rauschenstein. Diese wurde von Karlheinz Gonda erstbegangen und galt als besonders schwierig. Als die beiden diese erfolgreich durchstiegen hatten, fühlten sie sich richtig „groß“, wurden aber am nächsten Tag von der Realität eingeholt, als ihnen die nächste Tour nicht gelang.
1969 hatte Arnold alle lohnenden Klettertouren im Elbsandsteingebirge durchstiegen und er wandte sich neuen Herausforderungen zu: Erstbegehungen. Die erste seiner Erstbegehungen war der „Siebziger Weg“ (IXa/VIII-) am Rokokoturm, Arnold eröffnete diesen am 17. Mai 1970 zusammen mit Günter Lamm und Wolfram Nolte. Sie galt damals als eine der schwierigsten Routen weltweit. Am 6. Juni 1970 konnte er zusammen mit Wolfram Nolte eine neue Tour durch die Schwager Nordwand legen, diese hat die Schwierigkeit IXb, nach UIAA-Skala eine 8. Damals wurden Schwierigkeiten über 6+ als nicht möglich eingestuft – hätte Arnold nicht in der DDR gelebt, wäre er bereits damals als ein anerkannter Kletterstar angesehen worden. Ein Jahr später eröffnete Arnold eine Route an der Talseite der Teufelsspitze, ebenfalls eine IXb (sächsische Skala), deren Erstbegehung war mit starken Schwierigkeiten und großem Risiko verbunden.
In den folgenden Jahren konnte Arnold noch einige neue Routen im Elbsandstein erschließen, viele von diesen setzen neue Maßstäbe bei hohen Schwierigkeiten. So wurde im Mai 1977 die Route „Wand im frühen Morgenlicht“ am Großen Wehlturm von ihm und Kameraden eröffnet. Es folgten 1982 die „Schallmauer“ an der Amselspitze, 1983 der „6. Versuch“ am Schwedenturm, 1986 das „Barometer für Stimmungen“ am Heringstein.
Arnold bereiste in den folgenden Jahren die meisten „bergigen“ Ostblockländer, war in der Hohen Tatra und zweimal im Kaukasus. 1985 war er mit einer Bergsteigerdelegation in Nordkorea und konnte dort im Diamantgebirge klettern.

### Kontakte zu Kletterern aus dem Westen
Anfang der 1970er Jahre kamen die ersten Kletterer aus dem Westen in das Elbsandsteingebirge, einer der ersten war 1973 Kurt Albert. Albert kletterte mit Arnold und lernte hier die sächsischen Freikletterregeln kennen, er sollte sie später in den Westen exportieren und ab 1975 zum Rotpunkt-Klettern ausbauen. Im Mai 1976 besuchte der Elbsandsteinpionier Fritz Wiessner, der 1929 in die USA ausgewandert war, mit amerikanischen Kletterfreunden die Sächsische Schweiz. Zwei seiner amerikanischen Begleiter, Henry Barber und Steve Wunsch, zeigten sich beeindruckt von der Schwierigkeit der Routen und von Arnolds Fähigkeiten. Auch hier zeigte sich, dass die Sächsischen Kletterregeln in den USA neue Kletterformen und -paradigmen angestoßen hatten und den Freikletter-Gedanken auch in den USA populär machten.
Aufgrund dieser Kontakte wurde er auch auf die westlichen Klettergebiete neugierig, seine Anträge für Auslandsreisen wurden aber abgelehnt. Bereits in den 1970er Jahren hatte er Einladungen des amerikanischen Bergsteigerverbandes zum Besuch der USA erhalten, die er jedoch nicht annehmen durfte. Nur in einigen wenigen Ausnahmefällen konnte er ins westliche Ausland fahren. Erst im Jahr 1986 durfte Arnold zu einer Veranstaltung des Weltfriedensrats nach Griechenland reisen, dies ermöglichte ihm einige Klettereien an den Felsen der Meteora.
1987 bekam Arnold im Mai und im Oktober jeweils fünf Tage die Möglichkeit, Verwandten im Westen einen Besuch abzustatten. Diese hielt er sehr kurz, er nutzte die Zeit, um große Alpentouren zu wiederholen, wie die Tour „Locker vom Hocker“ an der Schüsselkarspitze und die „Pumprisse“ an der Fleischbank im Wilden Kaiser.
Arnolds gute Kontakte zu westlichen Spitzenkletterern führten dazu, dass er zu einer DAV-Expedition ins Karakorum eingeladen wurde. Die DDR erteilte ihm aber keine Ausreisegenehmigung. Daher suchte Arnold um einen Verwandtenbesuch an, der auch für fünf Tage genehmigt wurde. Arnold hatte aber vor, fünf Monate im Ausland zu bleiben. Bis zum Start der Karakorum-Expedition absolvierte Arnold während sieben Wochen einen Kletterklassiker nach dem anderen in den Alpen und erfüllte sich damit einen lang gehegten Traum.

### Expedition zu den Trango-Türmen

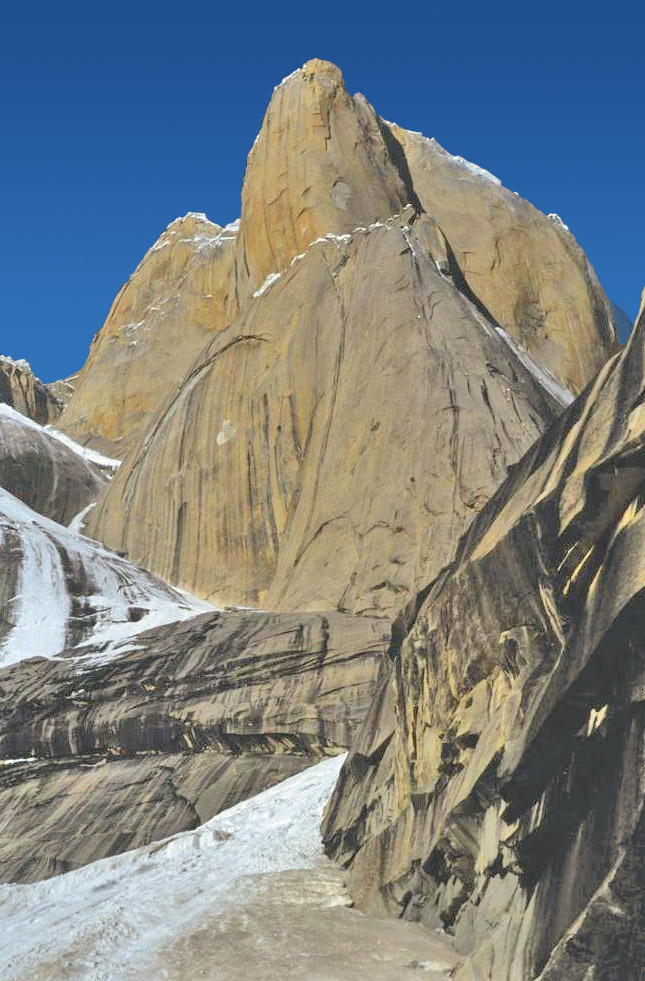
Der Große Trango-Turm mit seiner markanten Wand

Am 29. Juli 1988 brach die Expedition zu den Trango-Türmen im Karakorum auf. Nach einer langen Fahrt und einem sechstägigen Fußmarsch erreichten sie am 17. August das Basislager. Die Expedition von 10 Personen teilte sich in je zwei Fünfergruppen auf: Die Gruppe um Arnold wollte die Zweitbegehung des Nordostpfeilers (auch Norwegerpfeiler genannt, da die Erstbegeher Norweger waren) am Großen Trango-Turm versuchen, die zweite Gruppe entschied sich für die Jugoslawen-Route (auch Slowenenführe genannt, da die Erstbegeher aus Slowenien waren) am Nameless Tower. Der Norwegerpfeiler ist mit seiner 1500 m hohen Wand eine der höchsten Granit-Bigwalls der Erde und die erste Route an einem Sechstausender mit dem Schwierigkeitsgrad VII. Die Bedingungen waren selbst für Bigwall-Klettern schwierig: schlechtes Wetter, die Höhenlage machte den Kletterern zu schaffen, der hohe Aufwand, um alle Ausrüstung und Verpflegung vom Basislager zum Hochlager zu tragen, die Überwindung des Dunge-Gletschers, der einen Hängegletscher aufweist und häufig unter starkem Eisschlag steht.
Das Team stieg in die Wand ein, in den folgenden Tagen lösten sich die Seilschaften permanent in der Führung ab. Sie kamen nur sehr langsam vorwärts, die Schwierigkeiten waren größer als vermutet, besonders das Eis und der Eisschlag machten ihnen zu schaffen. Nachdem auch noch Schlechtwetter eingesetzt hatte, mussten sie die Tour abbrechen und in das Basislager zurückkehren.
Der zweiten Gruppe um Wolfgang Kraus war in der Zwischenzeit die Begehung der Slowenenführe geglückt. Daher entschied sich die Gruppe um Arnold, auch die Slowenenführe zu machen; diese ist zwar auch lang und schwierig, da sie aber in der Sonne liegt, nicht von Eis überzogen. Der Gruppe um Kurt Albert, Wolfgang Güllich und Hartmut Münchenbach gelang eine Rotpunkt-Begehung, alle fünf erreichten den Gipfel.
Um die Expedition abzuschließen, musste aus allen Routen noch die Ausrüstung entfernt werden. Dazu musste das Team nochmals zum Hochlager am Norwegerpfeiler und schwer bepackt den Rückweg über den Dunge-Gletscher antreten. Bei der Querung mit schwerem Gepäck rutschte Arnold aus und den steilen Gletscherhang hinunter und fiel am Ende zwanzig Meter tief in eine große Gletscherspalte. Seine Bergung und sein Heimtransport waren schwierig, in einer Münchner Klinik wurden multiple Knochenbrüche festgestellt. Im Dezember kehrte Arnold in das Elbsandsteingebirge heim, er benötigte mehrere Monate, um sich zu erholen.

### Weltweite Kletterreisen und Höhenbergsteigen
Die Öffnung der Mauer ermöglichte es Arnold, die Klettergebiete zu besuchen, die er immer schon sehen wollte. Ab Frühjahr 1990 war Arnold auch in vielen Gebirgen rund um die Welt als Bergsteiger unterwegs, nachdem sich sein Aktionsradius davor gezwungenermaßen auf Ostblock-Länder beschränkt hatte. Er hatte Touren in Patagonien eröffnet, er besuchte den Himalaya, war im Yosemite-Nationalpark, in Mali, in Venezuela, im Wadi Rum in Jordanien, in Griechenland, auf Madagaskar, im Hoggargebirge und in vielen anderen Bergsteigerregionen. Mit Kurt Albert war er unter anderem im Karakorum oder in Patagonien unterwegs.
Im Jahr 1995 war er mit Kurt Albert und einigen sächsischen Kletterern in Patagonien am Fitz Roy. Die Herausforderungen beim Klettern in Patagonien sind vor allem die schnell wechselnden Wetterverhältnisse, trotzdem fasziniert der Fitz Roy mit seiner 1300 m hohen Ostwand viele Kletterer. Nach einer mühsamen Anfahrt und Anstieg zum Fels gelang es dem Team in zwei Etappen (durch eine Schlechtwetterperiode unterbrochen), eine neue Tour in der Wand zu eröffnen: die „Royal Flush“. 2006 kam er mit seiner Tochter Heike (ebenfalls eine gute Klettererin) an den Fitz Roy zurück und wiederholte mit ihr mehrere schwere Touren.

### Letzte Jahre
Arnold hatte auch eine Schwäche für eher exotische Klettergebiete: So besuchte er 2012 Tasmanien und erstieg den „Totem Pole“, eine Felsnadel direkt an der Küste. Im Februar 2014 war er mit Südtiroler Kletterern im Sudan zum Klettern. Aber auch klassische Sportklettergebiete wie Kalymnos in Griechenland besuchte er gerne, auch hier hatte er 2007 einige Neutouren hinterlassen, wie „Baden mit und ohne“ oder „Novembersonne“. Diese Routen wiederholte er 2017 nochmals, inzwischen 70 Jahre alt. Im Frühjahr 2020 mit 73 Jahren wiederholte er den „Siebziger Weg“ am Rokokoturm, auf den Tag genau 50 Jahre nach der Erstbegehung zusammen mit seiner Tochter Heike und seiner Enkelin Johanna, beide ebenfalls eine sehr gute Kletterinnen.

## Erstbegehungen und wichtige Wiederholungen schwieriger Routen
Die meisten seiner Erstbegehungen führte Arnold in den 1970er und 1980er Jahren durch. Insgesamt gehen über 900 neue Wege in der Sächsischen Schweiz auf sein Konto. Bekannt sind unter anderem:
- Erstbegehungen in der Sächsische Schweiz
  - 1970: Rokokoturm, Siebziger Weg (Sächsischer Schwierigkeitsgrad IXa/UIAA Schwierigkeitsgrad VIII-)
  - 1970: Schwager, Nordwand (IXb/VIII)
  - Südliche Pfaffenschluchtspitze, 1000-Mark-Wand (IXc/VIII+)
  - 1977: Großer Wehlturm, Wand im frühen Morgenlicht (IXc)
  - Großer Wehlturm, Direkte Superlative (IXc)
  - 1982: Amselspitze, Schallmauer (Xa/IX-)
  - Teufelsturm, Teufelei (Xa)
  - 1983: Schwedenturm, 6. Versuch (Xb/IX)
  - Falkenstein, Buntschillernde Seifenblase (IXc)
  - 1986: Barometer für Stimmungen, am Heringstein (Xc/IX+)
  - 1986: Rokokoturm, Garten Eden (Xc/IX+)
- Erstbegehungen in anderen Klettergebieten
  - 1991: Riders on the Storm, am Central Tower of Paine in Patagonien (9/A2, UIAA)
  - 1993: Hand der Fatima, Mali, Wonangaba Maby (Du hast es so gewollt) (IX-, A2)
  - 1999 Pilar Rojo (Vela y Viento) an der Aguja Mermoz, Patagonien (9-, UIAA)
  - 1995: Royal Flush, am Fitz Roy, Patagonien (9, UIAA)
  - 2002: 55 Steps to Hell, Wadi Rum, Jordanien (VIII)
  - 2007: Baden mit und ohne (7a) und Novembersonne (7b), Kalymnos, Griechenland
  - 2008: Im Nest des Adlers, Upuigma, Venezuela (IX-)
- Frühe Wiederholungen bekannter Routen
  - Pumprisse, Fleischbankpfeiler, Tirol erste durchgehend freie Begehung
  - Aus dem Mauseloch, Glocke, Adersbach, Tschechische Republik (IXa)
  - Big Wall, Präsident, Böhmische Schweiz, Tschechische Republik (VIIIc)

## Ehrungen und Auszeichnungen
Arnold erhielt folgende Auszeichnungen für sein Lebenswerk:
- Am 5. Juli 2008 wurde er mit der Ehrenbürgerwürde seiner Heimatstadt geehrt.[20]
- Seit 2018 ist er Ehrenmitglied des SBB (Sächsischer Bergsteigerbund),[21]
- 2019 wurde er mit dem Paul-Preuß-Preis ausgezeichnet.[22]
- 2022 erhielt er den Albert Mountain Award verliehen.[23]

## Veröffentlichungen
- Bernd Arnold: Zwischen Schneckenhaus und Dom. Panico Alpinverlag, 1999, ISBN 3-926807-69-5.
- Bernd Arnold: Oscar Schuster und ich. Ein Versuch der Annäherung. In: OSCAR SCHUSTER. Bergsteiger-Alpinist-Erschließer-Arzt-Publizist. Monografien Sächsisches Bergsteigen. S. 34–54. Sächsischer Bergsteigerbund, 2013.